# Viù
Viù (piemontesisch Viù, frankoprovenzalisch Viù oder Vieu) ist eine Gemeinde mit 1104 Einwohnern (Stand: 31. Dezember 2023) in der italienischen Metropolitanstadt Turin (TO), Region Piemont.

## Lage und Einwohner

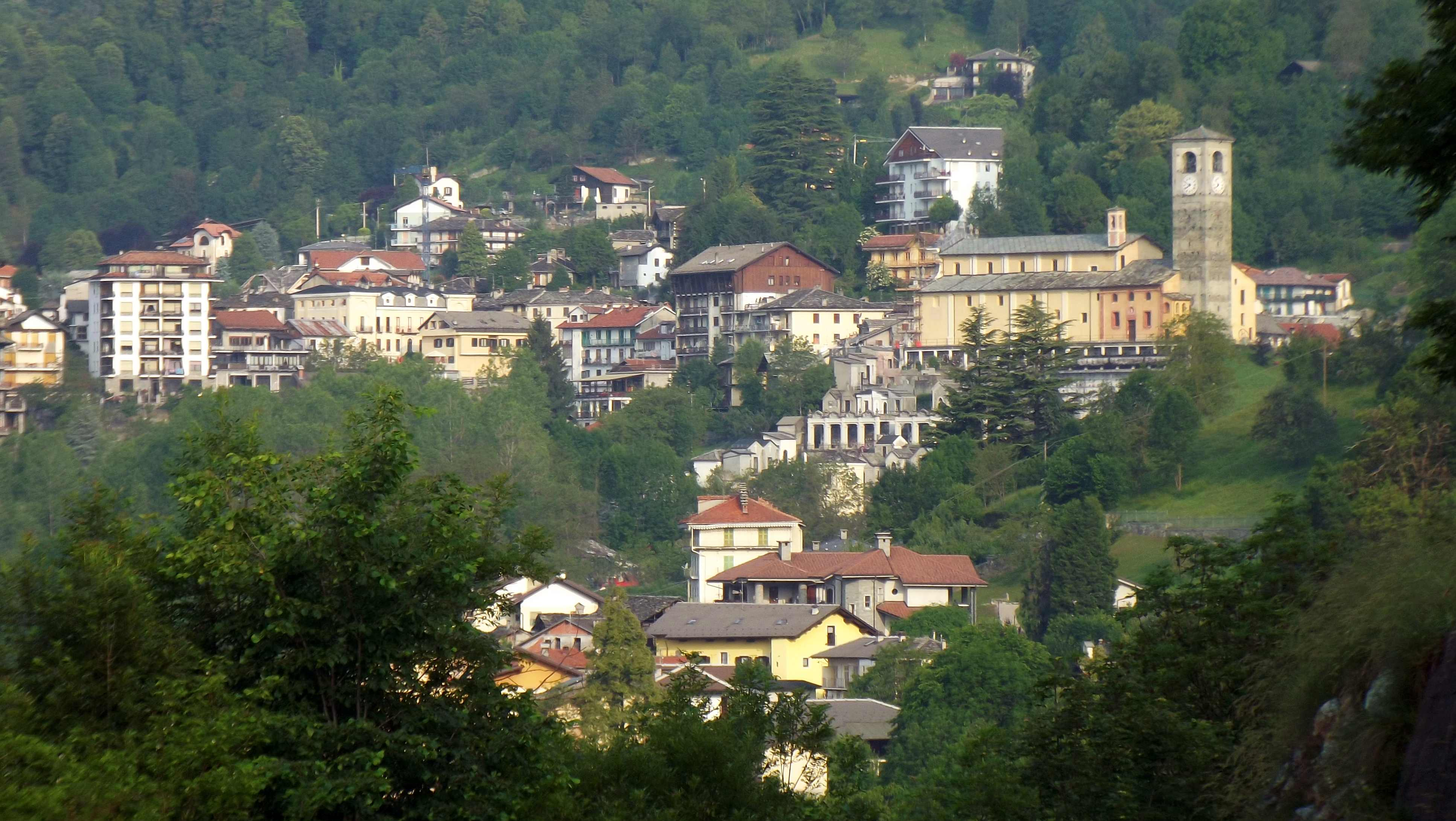
Panorama

Viù liegt rund 50 km nordwestlich von der Provinzhauptstadt Turin entfernt im Valle di Viù, eines der drei Täler im Valli di Lanzo, auf einer Höhe von 785 m über dem Meeresspiegel. Das Tal wird von dem Fluss Stura di Viù durchflossen, einem Nebenfluss des Stura di Lanzo. 
Das Gemeindegebiet umfasst eine Fläche von 84 km². Auf dem Gebiet der Gemeinde finden sich, typisch für diese Gegend, viele Kastanien und Buchen, wobei sich besonders große Exemplare der letzteren in der Gegend des Colle San Giovanni finden lassen. Die Gesamtgemeinde besteht aus den Ortsteilen Fucina, Fubine, Trichera, Bertesseno, Niquidetto und Chiampetto. Die Nachbargemeinden sind Mezzenile, Traves, Germagnano, Lemie, Vallo Torinese, Varisella, Condove, Val della Torre und Rubiana.

## Geschichte

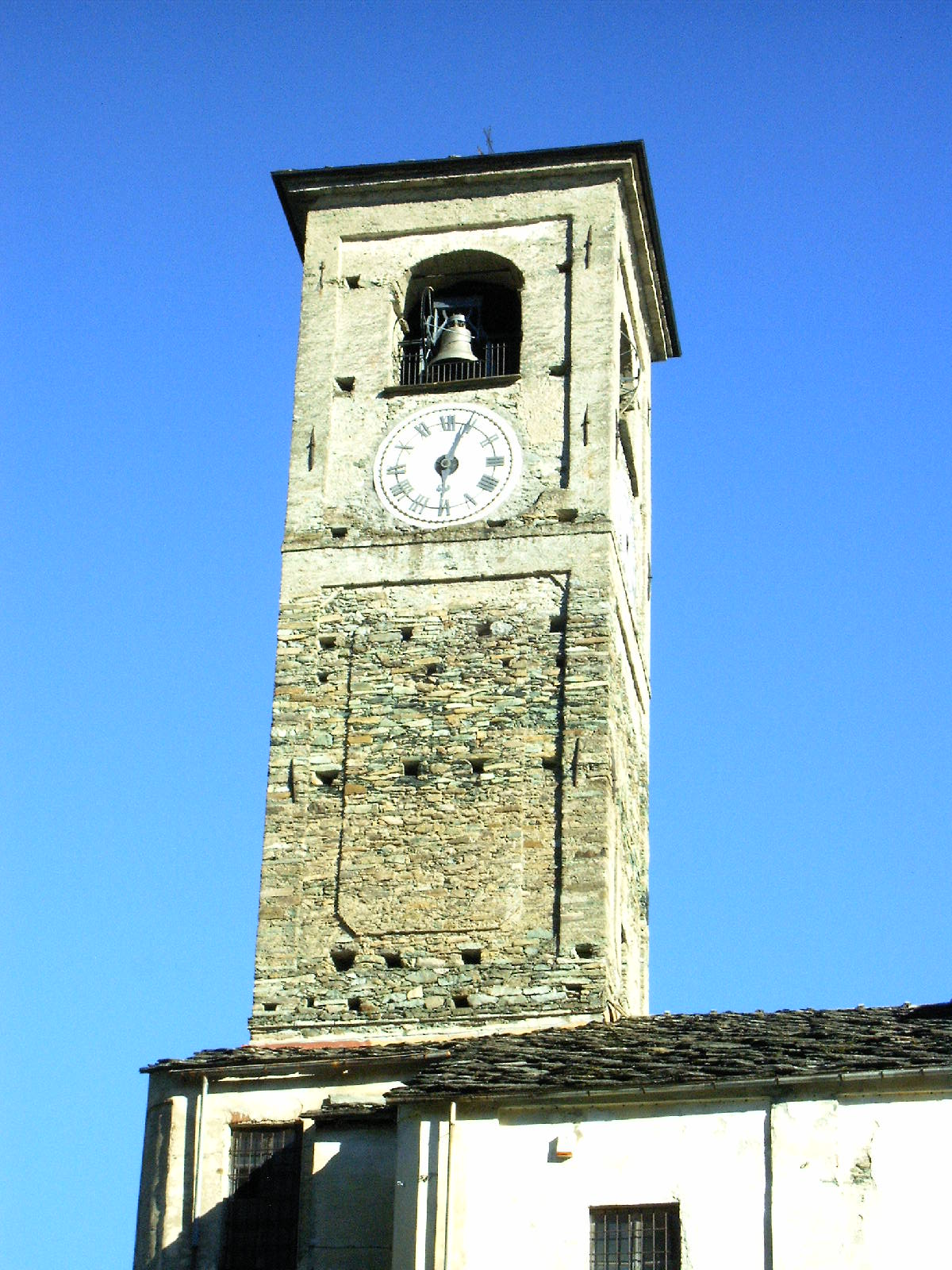
Turm der Pfarrkirche von Viù

Viù und sein Tal waren bereits in prähistorischen Zeiten besiedelt, wie einige Felszeichnungen und einige neolithische Äxte belegen, die leider bei einem Brand während des Krieges verloren gingen. Andere Funde aus der Römerzeit bezeugen, dass diese Orte schon immer bewohnt waren, insbesondere von Völkern, die in der Ebene lebten und auf der Suche nach Weiden oder Handelswegen die Berge hinaufzogen. Der Ortsname „Viù“ selbst scheint vom lateinischen vicus, „Dorf“, abgeleitet zu sein.
Im Mittelalter war der Ort wie alle Lanzo-Täler Eigentum des Bischofs von Turin. Im Jahr 1159 wurde die Herrschaft an die Visconti von Baratonia übertragen, die weite Teile der Lanzo-Täler verwalteten und ihre Besitztümer bis nach Vallo und Varisella ausdehnten. 1333 traten sie ein Viertel des Lehens an die Giusti von Susa ab, weitere zwei Viertel wurden 1335 an dieselbe Familie abgetreten. Die Giusti wiederum übertrugen 1350 einen großen Teil des Besitzes an die Provana von Carignano.
Als die Savoyer die anderen Familien übertrafen, wurden Viù und sein Tal dem Acaia-Zweig zugeschrieben. In den Jahren 1538 und 1551 erlitt es die Invasion der Franzosen, die die Herrschaft dem Grafen Andrea Provana di Leinì, der rechten Hand von Emanuele Filiberto und seinem engen Berater, zuschrieben. Im Jahr 1634 kaufte Ottavio Provana das letzte Viertel des Lehens von den Arcours und vereinte so das Gebiet. Vittorio Amedeo I. ernannte ihn zum ersten Grafen von Viù.
Viù war erst im Zweiten Weltkrieg in besondere historische Ereignisse verwickelt, als es aufgrund des hartnäckigen Widerstands der Partisanen, die in den umliegenden Bergen einen sicheren Zufluchtsort fanden, Opfer zahlreicher Massaker wurde. Ein Denkmal auf dem Colle del Lys erinnert an seine Gefallenen.

## Kultur und Feste
Am 13. November jeden Jahres, dem Namenstag von Sankt Martin, dem Schutzpatron des Ortes, findet das Dorffest, die Fiera di San Martino statt.